# Мей Еллісон
Мей Еллісон (англ. May Allison; 14 червня 1890 — 27 березня 1989) — американська акторка епохи німого кіно, успішна на початку ХХ століття.

## Життя та кар'єра
Народилася в Райзінг-Фаун молодшою з п'яти дітей Доктора Саймона (Сема) Еллісона та Ненні Вірджинії (Вайс) Еллісон.
Зовнішність (а саме фіолетові очі) допомогла їй дебютувати на Бродвеї у 1914 році у постановці «Apartment 12-K». Пізніше Еллісон перебралася до Голлівуду, Каліфорнії. Дебютувала у кіно в 1915 році з Тедою Барою у фільмі «A Fool There Was». Також пройшла кастинг і знялася з Гарольдом Локвудом у фільмі Аллана Двона «Девід Гарум». Аудиторії сподобався цей дует, і протягом Першої світової війни вони разом знялися у 25 кінострічках до 1918 року, коли Локвуд помер від епідемії іспанки 1918—1919 років. Без партнера кар'єра Еллісон пішла на спад.
Проте в 1920-х Еллісон продовжувала зніматися в кіно. Останнім її фільмом стала картина 1927 року Телефонна дівчинка, де вона знялася з Медж Белламі і Ворнером Бакстером.
У 1920 році Еллісон одружилася з актором Робертом Еллісом. У 1923 році розлучилася і взяла шлюб з редактором журналу Photoplay Джеймсом Р. Квірком. У 1932 розлучилася і побралася з Карлом Нортоном Осборном, з яким прожила  о його смерті у 1982 році. 
Останні роки проживала в Такерстауні на Бермудах, була покровителькою Cleveland Symphony.
Померла від дихальної недостатності в Брейтналі, в 1989 році у віці 98 років. Похована на цвинтарі в Гейтс-Міллсі, штат Огайо.

## Вибрана фільмографія
- 1915 — Девід Гарум
- 1915 — Леді губернатор
- 1921 — Остання карта